# 藤原為輔
藤原 為輔（ふじわら の ためすけ）は、平安時代中期の公卿。藤原北家勧修寺流、右大臣・藤原定方の孫で、左兵衛督・藤原朝頼の長男。官位は正三位・権中納言。甘露寺中納言または松崎帥と号す。

## 経歴
朱雀朝末の天慶8年（945年）蔵人所雑色次いで六位蔵人として天皇に仕える。天慶9年（946年）譲位後も院判官代として朱雀院に引き続き仕えながら、木工権助、式部少丞を歴任。天暦2年（948年）判官代の労により従五位下に叙爵し、豊前権守に任ぜられた。
村上朝では天暦4年（950年）因幡守、天暦9年（955年）従五位上・尾張守、天徳5年（961年）正五位下・丹波守、康保3年（966年）従四位下・山城守と、地方官を務めながらその治国の功労により順調に昇進した。
冷泉朝に入ると、康保4年（967年）左京大夫として京官を兼ねる。安和2年（969年）右中弁に遷ると、天禄元年（970年）従四位上・左中弁、天禄2年（971年）右大弁と円融朝では弁官を務めながら引き続き順調に昇進し、天延3年（975年）参議に任ぜられて公卿に列した。
貞元2年（977年）正四位下に昇叙され、翌貞元3年（978年）には左大弁に進む。その後も左大弁として弁官を務める傍らで、天元4年（981年）従三位、永観2年（984年）正三位と昇進を重ねた。
寛和2年（986年）正月に権中納言兼大宰権帥に任ぜられ、冷泉朝以来17年に亘って務めた弁官の職を離れる。同年8月27日薨去。享年67。最終官位は正三位中納言大宰権帥。

## 官歴
『公卿補任』による。
- 天慶8年（945年） 4月18日：蔵人所雑色。5月23日：六位蔵人
- 天慶9年（946年） 2月7日：木工権助（蔵人労）。4月20日：院判官代（依譲位也）。12月1日：式部少丞、朱雀院判官代
- 天暦2年（948年） 正月7日：従五位下（判官代労）。正月30日：豊前権守（代如元）
- 天暦4年（950年） 7月5日：因幡守
- 天暦9年（955年） 2月7日：尾張守。3月28日：従五位上（治国任功）
- 天徳4年（960年） 9月16日：昇殿
- 天徳5年（961年） 正月1日：次侍従　正月25日：丹波守。2月18日：昇殿。12月2日：正五位下（造殿賞）
- 康保3年（966年） 正月9日：従四位下（治国）。正月27日：山城守
- 康保4年（967年） 10月7日：左京大夫
- 安和2年（969年） 正月7日：昇殿。4月28日：右中弁
- 天禄元年（970年） 11月20日：従四位上（治国）。12月16日：左中弁
- 天禄2年（971年） 12月15日：右大弁
- 天延2年（974年） 10月28日：大和権守
- 天延3年（975年） 11月27日：参議（右大弁大和権守等如元）
- 貞元2年（977年） 正月7日：正四位下
- 貞元3年（978年） 10月17日：左大弁
- 天元2年（979年） 正月20日：紀伊権守。12月2日：勘解由長官
- 天元3年（980年） 7月1日：美濃権守。9月23日：止権守
- 天元4年（981年） 正月7日：従三位
- 天元6年（983年） 正月27日：辞長官。8月23日：治部卿
- 永観2年（984年） 8月9日：正三位（造宮行事賞。超二人）。8月28日：昇殿
- 永観3年（985年） 正月28日：播磨権守
- 寛和2年（986年） 正月28日：権中納言（加階）、大宰権帥。8月27日：薨去（正三位中納言大宰権帥）[2]

## 系譜
『尊卑分脈』による。
- 父：藤原朝頼
- 母：藤原言行の娘
- 妻：藤原守義の娘
  - 長男：藤原惟孝
  - 次男：藤原説孝
  - 三男：藤原宣孝（?-1001）
- 生母不明の子女
  - 女子：藤原淑子（藤原佐理室）